# Тягунская, Надежда Петровна
Надежда Петровна Тягунская (12 июня 1984, Мурманск) — российская биатлонистка, чемпионка и призёр чемпионата России. Мастер спорта России.

## Биография
Воспитанница мурманского биатлона, первый тренер — Ветчинов Игорь Иванович. На внутренних соревнованиях в разное время представляла Мурманскую область и Красноярский край. На юниорском уровне не участвовала в международных соревнованиях высокого уровня.
На взрослом уровне в 2005—2009 годах входила в резервную сборную России и участвовала в гонках Кубка IBU. Лучшим результатом стало восьмое место в декабре 2006 года в спринте на этапе в Обертиллиахе. Также принимала участие в чемпионате Европы 2006 года в Арбере (Лангдорф), где финишировала 28-й в спринте и 23-й — в гонке преследования.
На чемпионате России завоевала ряд медалей, в том числе становилась чемпионкой в 2007 году в гонке патрулей, в 2008 году в командной гонке, в 2009 году в смешанной эстафете, бронзовым призёром в 2005 году в командной гонке, в 2006 году в гонке преследования, в 2007 году в эстафете, в 2008 году в эстафете, в 2009 году в суперспринте и командной гонке. В летнем биатлоне также становилась медалисткой, в том числе бронзовой в 2008 году в спринте и эстафете. Побеждала на этапах Кубка России.
В 2012 году стала абсолютной победительницей «Праздника Севера» (Мурманск), одержав победы в масс-старте и одиночной смешанной эстафете.
Окончила Мурманский государственный педагогический университет (2007). После окончания спортивной карьеры работала в службе судебных приставов. Принимала участие в ведомственных соревнованиях.